# مركز الثنية (طبرجل)
مركز الثنية هو مركز إداري يتبع محافظة طبرجل في منطقة الجوف في المملكة العربية السعودية. وفقاً لإحصاء سنة 2010 لم يكن بالمركز سوى واحد غير سعودي.

## المصدر
- دليل الخدمات: منطقة الجوف. مصلحة الاحصاءات العامة والمعلومات، المملكة العربية السعودية.